# محمود بن أبي سعيد ميرزا
السلطان محمود ميرزا (1453 - يناير 1495) كان أمير تيموري من بلاد ما وراء النهر، وهو ابن أبو سعيد ميرزا.

## السيرة الشخصية
أعطاه والده حكومة حصار وترمذ في 1459، لكنه خسر أمام السلطان حسين بايقرا الذي هزمه في معركتين كبيرتين:الأولي في استراد أباد و الثانية في شيكمان (ساراي) بالقرب من أنديخود، حوالي عام 1465 عاد إلى هراة. استعادها والده عام 1466. قام والده بحملة إلى أذربيجان عام 1468، لكنه هزم في شتاء 1468 إلى 1469 وتم أسره وتم إعدامه في 5 فبراير 1469. غادر السلطان محمود حكومته إلى هراة بدعم من قمر علي بيك -حاكم حصار الذي رافق أبو سعيد إلى العراق وكان قد عاد
-؛ وقد جاء محمود إلى هذه المدينة بجيش في 16 مارس ولكن كان يقترب الأمير التيموري حسين بيقارا بمساعدة الأوزبكيين لإزاحته، وتم أعلان بايقارا سلطان في 24 مارس عام 1469. سلطان أحمد ميرزا -الذي حكم في سمرقند حيث كان شقيق السلطان محمود- سار من العاصمة وعزم على استعادة هراة، ولكن بعد مقابلة مع شقيقه محمود -الذي كان قد وصل إلى سمرقند- انسحب. ثم قام الأمير خسرو شاه وقمر علي -بموافقة السلطان أحمد ميرزا- بنقله إلى حصار ليحكم هناك، ثم سيطر بعد ذلك على أراضي جنوب القحقا (قلهوقا) وجبال كوهتين إلى سلسلة جبال هندوكوش.
في عام 1470، تحالف السلطان محمود ميرزا حاكم حصار مع أخيه عمر شيخ ميرزا حاكم أنديجان (فرغانة) لمهاجمة سمرقند ولكن من خلال وساطة زعيم ديني وافقوا على صنع السلام. 1471 تمرد أحمد مشتاق المعروف باسم خوجة أحرار حاكم بلخ، وكان يدعمه محمود ميرزا بالذهاب إلى بلخ شخصياً. وحاصر حسين بيقارا بلخ لمدة أربعة أشهر. من غير المعروف متى استعاد بايقارا بلخ.
في عام 1479 قتل أخاه أبو بكر ميرزا، وسيطر على بدخشان، قندوز، خوتالان و ساغانيان. وعند وفاة أخيه السلطان أحمد ميرزا حاكم سمرقند في منتصف شهر يوليو 1494، ووفاة شقيقه الآخر الشيخ عمر ميرزا حاكم أنديجان ووادي فرغانة (8 يونيو 1494)، تم تقديم  محمود ميرزا إلى سمرقند وأعلن سلطان. ومن المعروف أنه لم يكن هناك وريث لأحمد ميرزا أو لأن أبنائه كانوا صغارا جدا، وحكم محمود فقط ستة أشهر، ثم مات من المرض في يناير 1495 في سن 43 (في غضون ثمانية أشهر مات الثلاثة أشقاء).
بعد وفاة السلطان محمود ميرزا في 1495. تولى ابنه بايسنقر ميرزا العرش في سمرقند.

## العائلة

### الزوجات
محمود كان لديه سبعة زوجات:
- خانزادا بيجوم، ابنة مير بوزورغ من ترمذ؛
- باشا بيغوم، ابنة علي شير بيك ، أمير كارا كويونلو ، وأرملة محمد ميرزا عققويونلو؛
- خانزادا بيجوم، حفيدة مير بوزورغ ، ابنة أخ خانزادا بيجوم؛
- خانوم سلطان نيجار، ابنة يونس خان؛
- زهره بيغي أغا، الأوزبكية، والمحظية الرئيسية لمحمود ؛
- أم رجب سلطان بيجوم.
- أم محب سلطان بيجوم.

### الأبناء
```
كان لديه خمسة أبناء:
```

- سلطان مسعود ميرزا (ابن خنزادا بيجوم)
- بايسنقر ميرزا (ابن باشا بيجوم) ؛
- سلطان علي ميرزا (ابن زهرا بيغي أغا) ؛
- حسين ميرزا (توفي عن عمر يناهز الثالثة عشرة ، ابن  خانزادا بيجوم الثانية) ؛
- السلطان ويز ميرزا المعروف باسم ميرزا خان (ابن خانوم سلطان نيجار) ؛

### البنات
```
كان لديه أحد عشر بنت: 
```

- خانزادا بيجوم، تزوجت أولاً من ميرزا أبو بكر دوغلات، وتزوجت ثانياً لسيّد محمد ميرزا (ابنة خانزادا بيجوم الثانية) ؛
- ابنة، تزوجت من مالك محمد ميرزا، ابن مانوشير ميرزا ابن السلطان محمد ميرزا (ابنة باشا بيجوم) ؛
- أك بيغوم (ابنة خانزادا بيجوم الثانية) ؛
- آي بيغوم ، تزوجت من جهانجير ميرزا ، شقيق بابر (ابنة خانزادا بيجوم الثانية) ؛
- بيغا بيجوم ، تزوجت من حيدر ميرزا (ابنة خانزادا بيجوم الثانية) ؛
- زينب سلطان بيجوم ، تزوجت من بابر (ابنة خانزادا بيجوم الثانية) ؛
- مخدوم سلطان بيجوم (ابنة زهره بيجي أغا) ؛
- رغب سلطان بيجوم (ابنة أحد المحظيات) ؛
- محب سلطان بيجوم (ابنة حد المحظيات)
- ابنتان آخران لم يذكر اسمهما ابنتا باشا بيجوم؛